# Immergentia philippinensis
Immergentia philippinensis is een mosdiertjessoort uit de familie van de Immergentiidae. De wetenschappelijke naam van de soort is voor het eerst geldig gepubliceerd in 1950 door Soule.